# カール・ポランニー
- ポランニー
- ポラニー

カール・ポランニー（ハンガリー語: Polányi Károly [ˈpolɑ̈ːɲi ˈkɑ̈ːroj] ポラーニ・カーロイ、英: Karl Polanyi、1886年10月21日 - 1964年4月23日）は、ウィーン出身の経済学者。経済史の研究を基礎として、経済人類学の理論を構築した。
日本語での表記には、カール・ポラニーなどがある。ハンガリー人は姓を先に表記するのでハンガリー語の表記はポラーニ・カーロイである。出生時の名前は Pollacsek Károly [ˈpolːlɒt͡ʃɛk ˈkɑ̈ːroj] ポッラチェク・カーロイ。

## 生涯
オーストリア＝ハンガリー帝国時代のウィーンでユダヤ人家庭の次男に生まれ、旧ハンガリー王国のブダペストに育った。父ポラチェク・ミハーイは事業家で、ミハーイの事業が傾く1900年まで一家は裕福に暮らした。教育方針はハンガリーにおけるユダヤ人のマジャール化に合わせたもので、12歳〜13歳頃までは家庭で教育を受け、英語、ドイツ語、ラテン語、ギリシャ語、ハンガリー語を学んだ。また、ハンガリーにおける唯一のキリスト教だったカルヴァン主義のプロテスタントに改宗した。父の方針により、カールはハンガリー式に姓をポラーニと名乗った。
ブダペストのハンガリー王立大学の法律・政治学部に入学したが、法学者ピクレル・ジュラの講義を排斥から守るため、22歳で学生同盟ガリレイ・サークルの初代委員長となる。この出来事がきっかけで放校処分となり、トランシルヴァニアのコロジュヴァールにあるハンガリー王立フェレンツ・ヨージェフ大学に転籍されて法学の博士号を取得した。第1次大戦でオーストリア＝ハンガリー軍に従軍したのち、1919年、ハンガリー評議会共和国の崩壊を機にウィーンへ亡命。そこで貴族出身で共産党活動家のジャーナリストのドゥチンスカ・イロナと出会い結婚、1924年からエスターライヒッシェ・フォルクスヴィルト誌の副編集長となり、リベラルな著作家として知られるようになった。
学生時代からハンガリーの解放運動に関わっていたが、政治状況の変化により亡命を余儀なくされ、イギリスへと渡った。この時にイギリスの資本主義を体験し、オックスフォード大学とロンドン大学の依頼で成人教育を担当したことが、『大転換』の執筆につながる。1940年から1943年にかけてアメリカのベニントン大学に滞在して『大転換』を著し、1944年にニューヨークで出版された。
制度主義経済学者のモーリス・クラークの支持によりコロンビア大学経済学部の招聘を受け、1947年から客員教授となって一般経済史を教えた。しかし、妻のイロナが共産主義運動に関わっていたためにアメリカ合衆国のビザが許可されず、ポランニーはカナダのピカリングの住まいから12時間をかけてコロンビア大学へ通った。
晩年は産業社会と人間の自由についての研究に取り組み、『大転換』後の思想展開として『人間の経済』や『自由と技術』などの著作を構想していたが、未完のままカナダで死去した。『人間の経済』はハリー・ピアスン編集で遺著として出版されたが、『自由と技術』は、コロンビア大学の大学院生だったアブラハム・ロートシュタインがポランニーとの会話を記録した「ウィークエンド・ノート」に構想が残るのみである。カナダのコンコルディア大学には、カール・ポランニー政治経済研究所が設立され、未発表原稿を含めた文献を管理している。

### 一族
ポランニーの父ポラチェク・ミハーイ(Pollacsek Mihály) は、ブダペストとウィーンの鉄道発展にともなって成功をおさめた事業家だった。母ヴォール・セシリア(Wohl Cecília)は芸術や心理学に関心を持ち、ロシアの社会主義者と交流をした。妻のドゥチンスカ・イロナはハンガリー解放運動家。娘のカリ・ポランニー・レヴィットは経済学者でマギル大学教授。
カールは次男で、兄弟姉妹には長女ラウラ、長男アドルフ、次女ソフィア、三男マイケルがいる。弟のマイケル・ポランニーは暗黙知概念の発案者として知られる。姉のポッラチェク（ポラーニ）・ラウラ (Pollacsek (Polányi) Laura) はブダペストのハンガリー王立大学）で初めて博士号を得た女性であり、イギリスの冒険家ジョン・スミスのトランシルヴァニアにおける逸話が事実であると証明した歴史研究で知られ、前衛的な幼稚園経営者でもあり、アーサー・ケストラー（ケストレル・アルトゥール）がそこに入園した。ラウラの娘エヴァ・ザイゼル、ことシュトリケル・エーヴァ・アマーリア (Striker Éva Amália)は陶器のデザインで知られるインダストリアル・デザイナーであり、ケストラーの恋人でもあった。妹のポッラチェク（ポラーニ）・ジョーフィア (Pollacsek (Polányi) Zsófia) はナチス・ドイツのダッハウ強制収容所で死亡した。甥のジョン・ポランニーは化学者でノーベル化学賞の受賞者。

### 交流
ポランニーは経済以外の分野にも関心を持ち、初代委員長となったガリレイ・サークルには、創立時から詩人アディ・エンドレが関わっていた。サークルでは、エルンスト・マッハやウィリアム・ジェームズの研究会が開かれている。ポランニーはマッハの研究を翻訳してハンガリーに紹介し、『感覚の分析』では序文を書いた。このサークルはフリーメースンから財政的に支援されていた。青年期のポランニーに大きな知的影響を与えた人物として、ジェルジュ・ルカーチ、サボー・エルヴィン、ヤーシ・オスカールらがいる。ルカーチは西欧哲学や芸術の研究を行うハンガリーの代表的な知識人、サボーはサンディカリズムの論客、ヤーシはハンガリーの反封建的運動の指導者でフェビアン協会をモデルにした社会科学協会の設立者だった。
父ミハーイの下で働いていた主任技師は、物理学者レオ・シラードの父だった。シラードは、ポランニーの弟マイケルの友人であった。
オーストリアン・エコノミスト副編集長時代に、のちの経営学者ピーター・ドラッカーと出会い、以後長い交友関係を結ぶ。ドラッカーは、アメリカのベニントン大学の教授職をポランニーに紹介し、『大転換』執筆のきっかけともなったというが、ドラッカーによるエピソードには誇張や誤りが多いとされ、親族が訂正を求めている。

## 思想

### 経済の定義
人間は自分と自然との間の制度化された相互作用により生活し、自然環境と仲間たちに依存する。この過程が経済だとした。また、経済は社会の中に埋め込まれており（Embeddedness）、経済的機能として意識されないことがあると主張した。ポランニーは、「経済的」という言葉の定義について2つをあげる。
1. 実在的な定義。欲求・充足の物質的な手段の提供についての意味。人間とその環境の間の相互作用と、その過程の制度化のふたつのレベルから成る。
2. 形式的な定義。稀少性、あるいは最大化による合理性についての意味。
前者の経済過程の制度化は、場所の移動、専有の移動という2種類の移動から説明できる。従来の経済学では後者が重視されているが、それは狭い定義であると指摘した。

### 実在主義
自らの研究姿勢について「実在的」（substantive）と定義した。実在的という言葉の意味は、人間が自然や社会との間で行なう交換（interchange）を指す。実在とは諸関係のなかで相対的に存在するのであり、社会制度や行為がどのように経済的であるかも相対的に決まるとした。そのため、必ずしも合理的な行為のみが経済的であるとは限らず、ポランニーは機能や形式を重視する分析を批判している。このような姿勢から、ポランニー派の経済人類学はサブスタンティビスム（実在主義）とも呼ばれる。

### 社会統合のパターン
経済過程に秩序を与え、社会を統合するパターンとして、互酬、再配分、交換の3つをあげる。互酬は義務としての贈与関係や相互扶助関係。再配分は権力の中心に対する義務的支払いと中心からの払い戻し。交換は市場における財の移動である。ポランニーは、この3つを運動の方向で表しており、互酬は対称的な2つの配置における財やサービスの運動。再配分は物理的なものや所有権が、中心へ向けて動いたあと、再び中心から社会のメンバーへ向けて運動すること。交換は、システム内の分散した任意の2点間の運動とする。
『大転換』を執筆した時点のポランニーは、非市場社会の社会統合のパターンとして互酬、再配分、家政の3つをあげていたが、のちの著作『人間の経済』では、家政は再配分の中に包含された。研究対象としては、古代メソポタミア、古代ギリシア、プトレマイオス朝のエジプト、ダホメ王国、産業革命以降のイギリス、19世紀〜20世紀初頭の国際経済などが選ばれている。

### 交易、貨幣、市場の定義
市場経済において不可分と考えられる交易、貨幣、市場の3つは、それぞれ別個の起源と発展過程があると指摘した。また、その3つは共同体の内部と外部では異なる発展をとげていたと論じた。沈黙交易や交易港の分析を通して、共同体同士のコミュニケーションについて考察した。
交易は、共同体の外部との関係で発生したとし、従事する者も対外交易者（いわゆるストレンジャーが含まれる）と対内交易者とにわかれる。そして貨幣には対内貨幣と対外貨幣があり、市場にも対内市場と対外市場があるとしている。
非市場社会には、価格を形成する自己調節的市場は存在しなかったとする。ポランニーは価格が変動する初の国際市場は、アレクサンドロス3世の家臣であるナウクラティスのクレオメネスが運営した穀物市場だったと述べている。

### 等価の概念
非市場経済においては、等価は市場メカニズムでなく慣習、または法によって決められると論じた。そこで多様な財は、代替的等価物の比率に基づいて置き換えられる。利得、利潤、賃金、レント、その他収入と呼ばれるものは、非市場経済において等価に含まれていたとし、この等価性が公正価格制度の基礎であるとした。近代的な等価の概念との相違点として、私益のための利用を含まないこと、及び等価を維持する公正さを挙げる。

### 貨幣論
貨幣は、言語、筆記、度量衡と同じく意味論的なシステムである。貨幣の機能には支払、価値尺度、計算、富の蓄蔵、交換などがあるが、それらは別々の起源と目的をもち、いずれかの機能が貨幣の本質だとするのは目的論的であるとする。全てを含む全目的な貨幣が現れたのは、文字をもつ社会が誕生したのちであると論じた。

### 市場社会論
人間の経済原理の一部が肥大化したものが市場経済だとする。市場経済の世界規模での拡大は、人類史において普遍的な状況ではなく、複合的な経済へ戻ると考えた。
19世紀は、世界規模の市場経済化が進み、それまで人類史上に存在しなかった市場社会を生んだとする。市場社会は、市場価格以外には統制されない経済を目的としたが、それ自体のメカニズムが原因で20世紀に崩壊し、市場経済から社会を防衛するための活動（ファシズム、社会主義、ニュー・ディール）も隆盛したとする。この分析は『大転換』に詳しく、ポランニーはウィリアム・ブレイクの言葉を借りて市場経済化を「悪魔のひき臼」に例え、癌という表現も用いている。
また、市場経済は人間（労働）、自然（土地）、貨幣を商品を見なすことにより多くの人間を破局へ追い込んだと指摘した。イギリスの事例として、囲い込みや救貧法#スピーナムランド制度を取り上げた。さらに、市場経済化による欧米の破局は、欧米以外の地域における文化接触による破局と同質であると指摘し、インドの歴史#イギリスによる蚕食とインドの貧困化、アメリカでのインディアン居留地などを例にあげる。

### 自由論
自らの行為が他人に与える影響やその社会的結果に責任を負う「責任を担うことを通しての自由」や、社会生活の透明性を高めることで他者や自然に対する社会的責任を負担する「見通し問題」を論じ、客観的に見える社会関連や制度は、意図された行為による非意図的な副産物として発生するとした。こうした問題を「ビヒモス」や「複雑な社会における自由」などの草稿や、未完に終わった『自由と技術』などで繰り返しテーマにしている。ルソーの『社会契約論』からは社会の存続と個人の自由のジレンマや、「普通の人々」の文化の概念を引き出した。自由と平等の関係をルソー・パラドックスと呼び、2つを両立させる自由の制度化を考察した。

## 評価・影響

### 社会経済史・思想史の分野
次の5つの所説が多くの研究者に肯定的に評価されている。(1) 未開社会や古代社会の非市場経済について、(2) 重商主義時代が19世紀市場社会に与えた影響、(3) イギリスの産業革命が伝統的社会に与えた影響について、(4) 19世紀に自己調整的市場の拡大が引き起こした問題とそれによる運動の帰結について、(5) 市場社会が崩壊した要因について。

### 政治経済学の分野
次の3つの領域で肯定的に評価されている。(1) 自己調整的市場経済に基づく政策が国民経済や社会的弱者ならびに発展途上国にもたらす脅威や危険。その規制や統御についての論拠、(2) ドイツ・ナチスの全体主義を導いた原因の解明、(3) 国際経済と国際金融に国家もしくは政府のコミットメントがもたらす問題について。

### 経済学の分野
チャールズ・キンドルバーガーは『大転換』を20世紀の古典として推奨した。ジョセフ・E・スティグリッツは2001年の新装版『大転換』に序文を書き、ポランニーが本書を著した時代と現在の共通点を指摘し、古典的名著として評価した。ダグラス・ノースは、互酬と再分配という非市場経済システム概念の持つ重要性を評価し、新古典派経済学に立脚した歴史研究の限界を論じた。

### 経済人類学
次の3つの所説を中心として影響を与えた。(1) 交易、貨幣、市場の起源と発展、(2) 交易港について、(3) 互酬と再分配の概念。
『大転換』の歴史認識や擬制商品論を重要視するか、『人間の経済』における「経済的」の概念や貨幣論などを重視するかは、研究者の間で評価が分かれている。ポランニーの市場社会論は、市場原理主義やグローバル資本主義との関連で言及されることがあり、非市場経済論はエドワード・P・トムスンらのモラル・エコノミーとの関連を指摘されている。社会に埋め込まれた経済といういわゆる埋め込み概念については、実物経済に埋め込まれた金融システムという視点でイスラーム金融論にも援用されている。また、ソフトウェア開発論からはオープンソースやフリーソフトとの関連も指摘されている。

## 主要著書
単著
- The Great Transformation (1944)　邦訳『大転換－市場社会の形成と崩壊』　吉沢英成・野口建彦・長尾史郎・杉村芳美訳、東洋経済新報社、1975年 / 新訳版、野口建彦・栖原学訳、2009年。
- Dahomey and the Slave Trade (1966)　邦訳『経済と文明－ダホメの経済人類学的分析』　栗本慎一郎・端信行訳、サイマル出版会、1975年 / 筑摩書房〈ちくま学芸文庫〉、2003年。 ISBN 4-480-08870-9
- Primitive, Archaic, and Modern Economics: Essays of Karl Polanyi (1968) - エッセイ、論文を収めた遺稿集。ジョージ・ドルトン編
- The Livelihood of Man (1977)　邦訳『人間の経済 1 市場社会の虚構性』　玉野井芳郎・栗本慎一郎訳、岩波書店、1980年 / 『人間の経済 2 交易・貨幣および市場の出現』　玉野井芳郎・中野忠訳、岩波書店、1980年。 / 〈岩波モダンクラシックス〉、2005年。 - 遺著。ハリー・ピアスン編
- 『経済の文明史－ポランニー経済学のエッセンス』　玉野井芳郎・平野健一郎編訳、石井溥・木畑洋一・長尾史郎・吉沢英成訳、日本経済新聞社、1975年 / 筑摩書房〈ちくま学芸文庫〉、2003年。 ISBN 4-480-08759-1 - 日本版アンソロジー
- 『市場社会と人間の自由－社会哲学論選』　若森みどり・植村邦彦・若森章孝編訳、大月書店、2012年。- 日本版論文集
- 『ポランニー・コレクション　経済と自由　─文明の転換』　福田邦夫・池田昭光、東風谷太一・佐久間寛訳、筑摩書房〈ちくま学芸文庫〉、2015年。 - 日本版論文集

共著
- Trade and Markets in the Early Empires (1957)　『初期帝国の交易と市場』 - 共著。ポランニーの論文「制度化された過程としての経済」、「アリストテレスによる経済の発見」を収録。